# WipeOut – Heul nicht, lauf!
WipeOut – Heul nicht, lauf! ist eine von Endemol produzierte und von ProSieben gesendete Spielshow, von der eine Staffel zu acht Folgen gedreht wurde und die ab dem 10. März 2009 ausgestrahlt wurde. WipeOut – Heul nicht, lauf! basiert auf dem US-amerikanischen Format Wipeout.
In der Sendung treten insgesamt 24 Kandidaten gegeneinander an und müssen verschiedene Parcours bestreiten. Vier von ihnen kommen ins Finale, nur einer kann das Preisgeld von 10.000 Euro gewinnen. Moderiert wird die Sendung von Charlotte Würdig, kommentiert von Matthias Opdenhövel sowie Werner Hansch.
Die deutsche Version von Wipeout wird genau wie zahlreiche andere nationale Ausgaben (siehe unten) auf einem zentralen Gelände in Buenos Aires, Argentinien gedreht. Die bisher einzige deutsche Staffel entstand dort im dritten Quartal 2008. Am 2. Juli 2011 sowie dem 12. Juli 2012 wurden auf ProSieben eine Best-of Sendung dieser Staffel unter dem Titel Wipe Out – jetzt geht’s in die Vollen ausgestrahlt.

## Ablauf
Anfangs gibt es 24 Kandidaten, die einen Parcours überwinden müssen, wobei nicht jedes Hindernis überquert werden muss, denn ausschließlich die vorgegebene Zeit zählt. Zu dem Parcours zählen diverse Landschafts- als auch Wasserhindernisse. Die zwölf besten steigen eine Runde auf und müssen den „Sweeper“ überstehen. Dabei stehen die Kandidaten auf einer kleinen Plattform, einige Meter über Wasser und müssen über einen rotierenden Arm springen. Sechs Kandidaten steigen in die dritte Runde auf, der Kandidat, der am längsten auf seiner Plattform steht, bekommt zusätzlich einen Bonus von 1.000 Euro. Die weitergekommenen Kandidaten müssen nun einen weiteren Parcours überstehen, nachdem sie zuvor in einem Karussell aus dem Gleichgewicht gebracht werden. Nach dieser Runde stehen die vier Finalisten fest, die auf dem End-Parcours um 10.000 Euro kämpfen.

## Kritiken
„[...] Wären die acht Folgen nicht längst abgedreht, könnte man weiteren potenziellen ”WipeOut“-Kandidaten die Worte eines erschöpften Teilnehmers ans Herz legen, die dieser in einem der unzähligen Vorab-Trailer zur Show von sich gab: ”Liebe Kinder, macht Schule, ’ne ordentliche Ausbildung, damit ihr so was nicht für Geld machen müsst.“ [...]“

„[...] Bei ProSieben haben sie eine wirkungsvollere Möglichkeit gefunden, ein Zeichen gegen den Sparwahn zu setzen [...] Die streikenden Mitarbeiter verschnitten die Aufnahmen dann und unterlegten sie mit Texten, deren Lustigkeit sich ab etwa zwei Promille Blutalkoholspiegel erschließt. [...]“

## WipeOutin anderen Ländern

### USA
Die erste Staffel der Originalfassung der Serie startete unter dem Titel Wipeout am 24. Juni 2008 auf ABC in den USA. Bis Juni 2014 wurden insgesamt 7 Staffeln produziert, die Siegesprämie liegt bei 50.000 US$. Bei der Premiere erreichte die Sendung die höchsten Einschaltquoten für eine neue Show im Sommer 2008 und schlug damit beispielsweise Hell’s Kitchen und America’s Got Talent.

### Großbritannien
In Großbritannien lief das Format unter dem Titel Total Wipeout am 9. Januar 2009 auf BBC One an und wird von Richard Hammond und Amanda Byram moderiert. Die erste Staffel bestand aus acht Folgen, bei der Premiere wurde die Sendung von 6,5 Millionen Zuschauern gesehen.

### Andere Länder
Das Format wurde insgesamt in über 40 Länder exportiert, darunter Frankreich, Spanien, die Niederlande, Norwegen, Australien und die Türkei.